# Heineken Hungária Sörgyárak Zrt.
A mai Heineken Hungária Sörgyárak Zrt. legkorábbi jogelődje egy 1895-ben alakult sörgyártással és forgalmazással foglalkozó vállalat volt. A cég 2003 óta a Heineken csoport tagja. Jelenleg két helyen, a soproni és a martfűi sörgyárban készíti termékeit.

## Története
A holland Heineken sör termelése 1863-ban indult el, míg a magyar leánycég 1895-ben kezdte meg a termelést. A vállalatnak két sörgyára van Sopronban és Martfűn. A beruházásoknak köszönhetően 2007-ben a soproni gyár éves termelési kapacitása elérte az 1,8 millió hektolitert, a martfűi gyáré pedig 720 ezer hektolitert. Mind a két gyár 7000 négyzetméteres készáruraktára 14 millió palack tárolására alkalmas.
A soproni sörgyár 1895-ben alakult meg, akkor még Első Soproni Serfőzde és Malátagyár néven. 1917-ben már, mint a Nyugat-Magyarországi Serfőzde és Malátagyár soproni gyártelep hivatkoznak rá. 1949-ben államosítják és 1971-ben csatlakozik a Magyar Országos Söripari Tröszthöz. 1982-ben a gyár újra önálló, majd 1988-ban több külföldi márka licencét is megszerzi. 1992-ben a Soproni Sörgyár részvénytársasággá alakul, melyben a többségi tulajdonos a BBAG. 1997-ben a cég egyesült a martfűi Első Magyar Szövetkezeti Sörgyár Rt.-vel. Majd nevét Brau Union Hungaria Sörgyárak Rt.-ra változtatta. 2003-tól tagja a Heineken csoportnak. 2004-től az Amstel Sörgyárak Rt. és a Brau Union Hungaria Sörgyárak Rt. között gyártási és forgalmazási szerződés lépett életbe. A cég nevét 2007-ben Heineken Hungária Nyrt.-re változtatta. 2008 júniusa óta Zrt.-ként tevékenykedik. A vállalat, követve az anyavállalat nemzetközi trendjét, 2012. március 1-től új arculatot vezetett be.

### Pereskedés a magyar kisbefektetőkkel
A 2003-as tulajdonszerzés nem történt zökkenőmentesen. A Heineken végül két évnyi pereskedés után kénytelen volt magasabb árat (még így sem az ausztriai árnak megfelelő) fizetni a magyar kisrészvényeseknek. 

## A Heineken Hungária Zrt. történelme évszámokban
- 1895 – Első Soproni Serfőzde és Malátagyár alapítása
- 1985 – A Martfűi sörgyár termelésének elindítása
- 1991 – A komáromi (később Amstel) Sörgyár megvásárlása
- 2004 – A Heineken és Brau AG fúziója
- 2007 – Új névvel a piacon (Heineken Hungária Sörgyárak Nyrt.)
- 2008 – Heineken Hungária Sörgyárak Zrt.
- 2010 - Elindítja a Fenntartható Fejlődés programját
- 2011 - A vállalat kiadta az első Fenntarthatósági Riportját
- 2012 - Új arculat bevezetése

## Magyarországi gyárai

### Soproni sörgyár

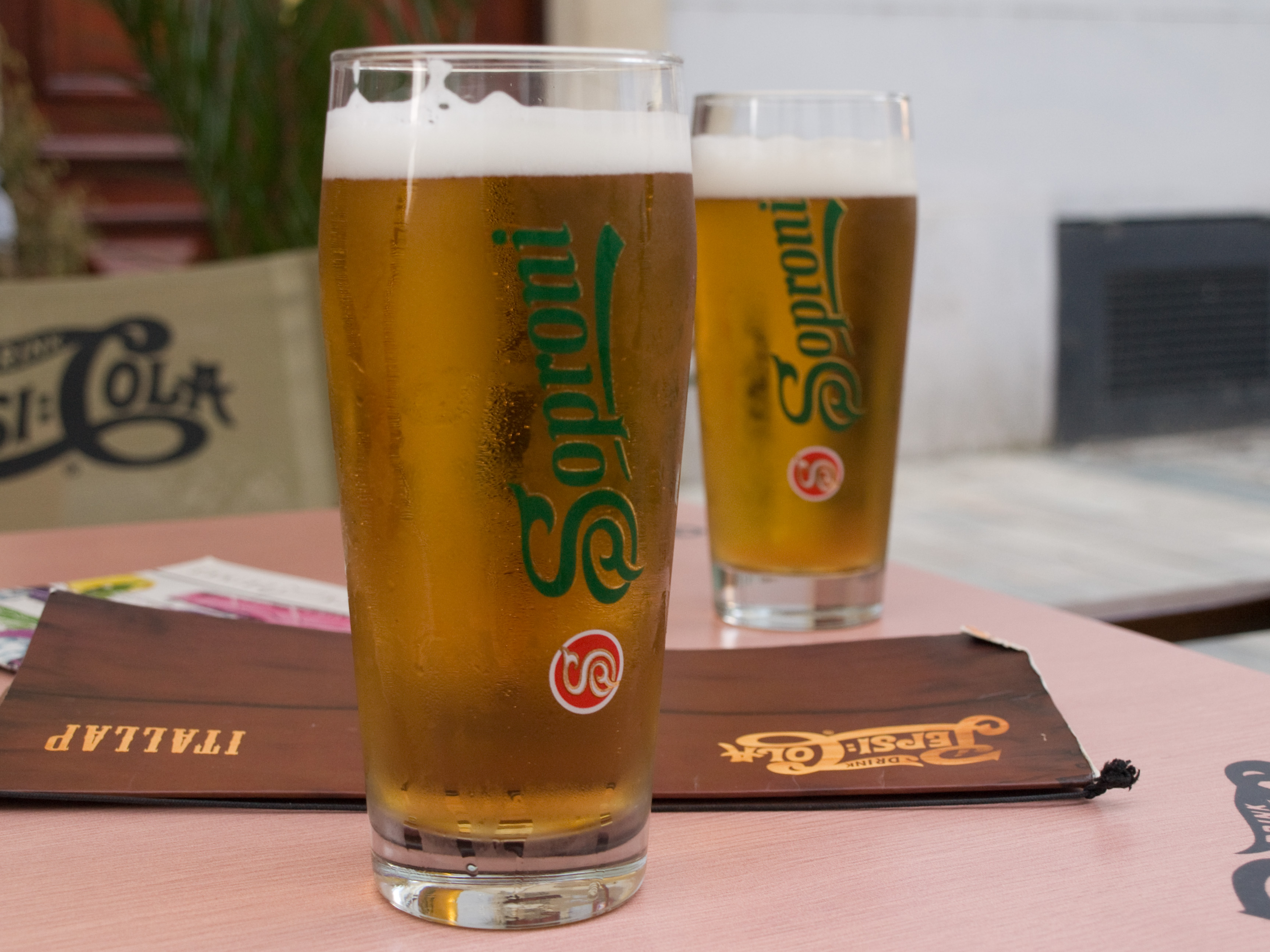
Soproni sör

A soproni sörgyár elődjét „Első Soproni Serfőzde és Malátagyár” néven 1895-ben alapították meg brünni serfőzde- tulajdonosok és városi nagykereskedők. Az azóta eltelt több mint 100 év alatt a sörgyár jelentős növekedésen és fejlődésen ment át. A jelentős modernizációnak köszönhetően a soproni sörgyár termelése mára eléri az 1,7 millió hektolitert. 

### Martfűi Sörgyár
A Heineken Hungária Sörgyárak Zrt. másik gyára, a martfűi, a fiatal sörgyárak közé tartozik. A gyár létrehozásának gondolata 1981-ben fogalmazódott meg, melynek eredményeképpen 28 kelet-magyarországi termelőszövetkezet és állami gazdaság a sörpiacon uralkodó hiány pótlására alapította a sörgyárat. A Szolnok közeli sörgyár 1985-ben kezdte meg a termelést, akkor Magyarországon egyedülállóan korszerű körülmények között és modernnek számító technológiával. A gyár 7000 négyzetméteres készáruraktára 14 millió palack tárolására alkalmas.
A vezetőség 2017-ben a teljes termelés leállítása mellett döntött, amivel elindította az egy gyáras modell felállítását. A logisztikai részlege tovább üzemelt, azonban 2018. december 31-én, ez is végleg felszámolásra került.

## Márkái
- Heineken
- Soproni (1895, Fekete Démon, Citrom, Maxx, Lime-guava, Zero Citrom, Lime-menta)
- Gösser (Spezial, NaturZitrone, Gösser Alkoholfreies Naturbier, NaturZitrone 0,0%, Grapefruit)
- Zlatý Bažant
- Kaiser
- Edelweiss
- Steffl
- Buckler
- Strongbow
- Krusovice (Svetlé, Cerne)
- Arany Hordó
- Adambrau
- Sárkány
- Arany Fácán (Kakas)

## Külső hivatkozások
- A cég honlapja
- Sopron
- martfu.hu